# Newcomb Bay
Die Newcomb Bay ist eine geschützte Nebenbucht der Vincennes Bay an der Budd-Küste des ostantarktischen Wilkeslands. Sie liegt zwischen der Clark-Halbinsel und der Bailey-Halbinsel nahe den Windmill-Inseln.
Erstmals kartiert wurde sie anhand von Luftaufnahmen der United States Navy, die im Februar 1947 während der Operation Highjump entstanden. Der US-amerikanische Ozeanograph Willis L. Tressler (1903–1973) nahm im Februar 1957 eine Vermessung der Bucht vor und benannte sie nach Leutnant Robert Carl Newcomb (1926–2008), Navigator des Eisbrechers USS Glacier.